# Korrobori

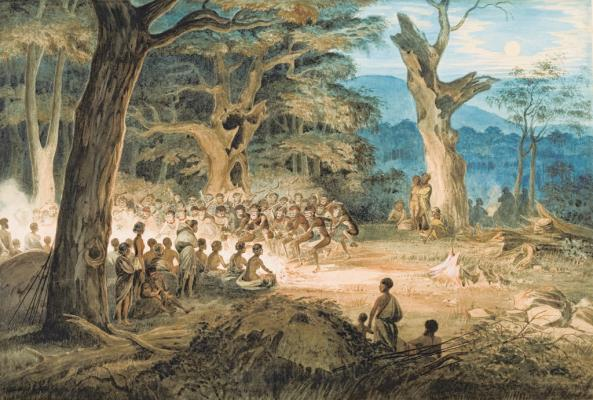
WR Thomas: Dél-ausztrál korrobori, 1864., Art Gallery of South Australia

A korrobori általános kifejezés az ausztrál őslakók összejöveteleire. Az ilyen találkozó lehet vallási szertartás, ünnepség vagy harci gyűlés, amelyet rendszerint tánc, zene, speciális viseletek használata és gyakran testfestés kísér. Egyes leírások szerint a résztvevők énekeiken és táncaikon keresztül kapcsolatba lépnek az Álomidővel, aminek érdekében akár családonként vagy klánonként eltérő rituálékra kerülhet sor. 

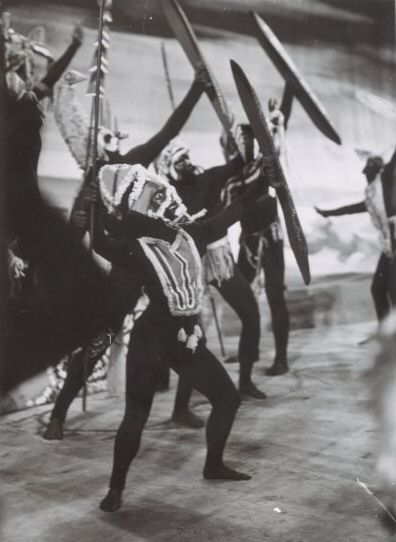
Jelenet John Antill 1940-es, Corroboree című balettjéből

Eredetét tekintve a kifejezést brit telepesek nem sokkal az ausztrál kontinens gyarmatosítása után vették át a mai Sydney környéki őslakos dharug nyelvből: a garaabara szó egy táncstílust jelölt. Így került jövevényszóként először az angol nyelvbe (corroboree), majd onnan más nyelvekbe, többek között a magyar nyelvbe. A kifejezés jelentése a későbbiekben kiterjedt más típusú, jellemzően hangos vagy zajos összejövetelek, adott esetben színházi vagy operaelőadások, közösségi sportesemények leírására. 

## Fordítás
Ez a szócikk részben vagy egészben  a   Corroboree című angol Wikipédia-szócikk ezen változatának fordításán alapul.  Az eredeti cikk szerkesztőit annak laptörténete sorolja fel. Ez a jelzés csupán a megfogalmazás eredetét és a szerzői jogokat jelzi, nem szolgál a cikkben szereplő információk forrásmegjelöléseként.